# Sprzysiężenie Katyliny

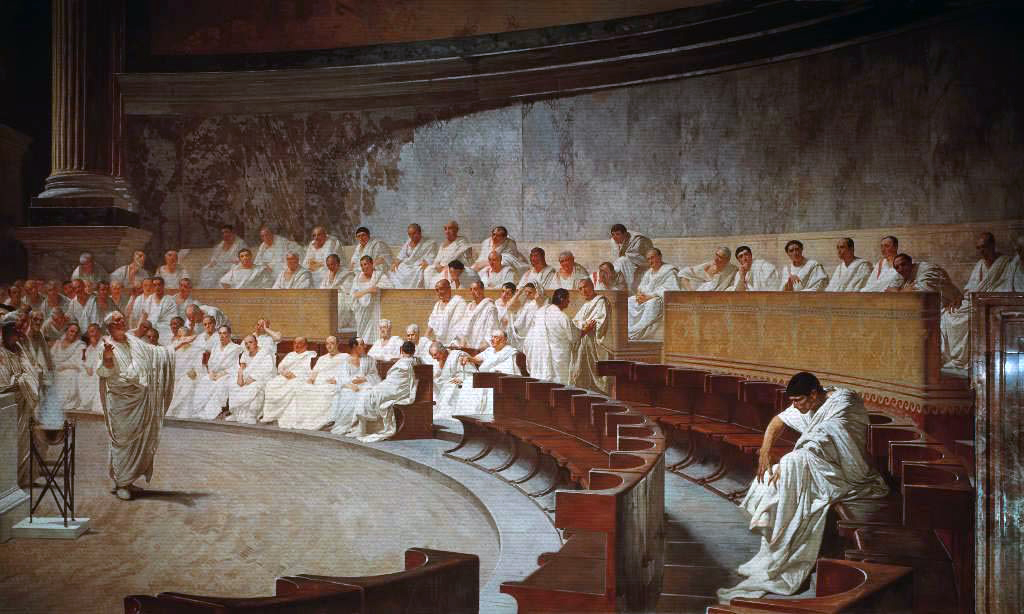
Cyceron ujawnia spisek Katyliny. Fresk Cesare Maccariego znajdujący się w budynku izby wyższej włoskiego parlamentu

Sprzysiężenie Katyliny (łac. Catilinae coniuratio) – wydarzenia z 63 roku p.n.e. w republice rzymskiej, na czele których stał Lucjusz Sergiusz Katylina. Pochodził z rodu patrycjuszowskiego, dochodząc do godności pretora. Wzbogaciwszy się na proskrypcjach za Sulli, roztrwonił majątek i – chcąc uchronić się przed finansowym upadkiem – postanowił sięgnąć po władzę. W trakcie walki o konsulat Katylina przegrał z Cyceronem. Po klęsce w kolejnym roku postanowił przemocą przejąć władzę, co przed senatem ujawnił Cyceron.
Współpracownicy Katyliny zostali straceni (Cyceron skwitował to słowami: vixerunt! – zakończyli życie), zaś sam Katylina poległ w bitwie pod Pistorią w Etrurii.
Głównym źródłem o sprzysiężeniu jest dzieło Salustiusza De coniuratione Catilinae. W 1792 Antonio Salieri napisał muzykę do opery Catilina z librettem Giovanniego Battisty Castiego.